# Gara Bradu de Sus
Gara Bradu de Sus este o stație de cale ferată care deservește Pitești, județul Argeș, România.